# Hermann Schwyter
Hermann Schwyter (* 13. Februar 1878 in Siebnen; † 18. Januar 1960 in Bern) war ein Schweizer Veterinärmediziner und von 1913 bis 1928 Oberpferdearzt der Schweizer Armee. Unter seinem Kommando fand der erste Spezialhufschmiedekurs statt. Er war Autor des Standardwerkes Der Schweizerische Militärhufschmied.

## Leben

### Familie
Geboren am 13. Februar 1878 als Sohn des Johann-Joseph Schwyter in Siebnen. Er studierte Veterinärmedizin an der Universität Zürich und bestand 1899 die Fachprüfung als Tierarzt. Ab 1901 war er im Rahmen seiner Anstellung als technischer Sekretär im Rang eines Leutnant im Eidgenössischen Militärdepartement, Abteilung für Veterinärwesen, tätig. Sein erstes Tätigkeitsgebiet war der Hufbeschlag. 1906 legte er die Dissertation Die Gestaltsveränderungen des Pferdefusses infolge Stellung und Gangart in Zürich vor und erlangte die Doktorwürden. In den Jahren 1913 bis 1928 wirkte er als Lehrer und Kommandant der Militärhufschmiedekurse in Thun. Er wurde 1924 zum Oberst befördert und 1928 zum Oberpferdearzt berufen. Aus gesundheitlichen Gründen trat er 1937 zurück.
Er verstarb 1960 in Bern.

## Schaffen
Bei seinen Recherchen stellte er fest, dass in der Literatur der Hufbeschlag stiefmütterlich behandelt wurde und umfangreiche Studien mit Messungen und darauf abgestützte Schlussfolgerungen fehlten. Er untersuchte über 2000 Pferde und analysierte die Physiologie akribisch. Die aus dieser Zusammenfassung abgeleiteten 26 Rückschlüsse besitzen heute noch ihre Gültigkeit.

## Schriften
- Die Gestaltsveränderungen des Pferdefusses infolge Stellung und Gangart. Dissertation Universität Zürich, 1906.
- Über das Gleichgewicht des Pferdes. Bern 1907.
- Über Druckschäden bei den Reit-, Zug- und Basttieren der Armee. Bern 1908.
- Der Schweizerische Militärhufschmied. Bern 1948.
- Orientierung betr. die Dienste hinter der Front.  (Typoskript), Bern 1933.